# Dyrets tal
Dyrets Tal (666) stammer fra Johannes' Åbenbaring, hvor det er et tal / en kode for Dyrets navn.

## Johannes’ Åbenbaring
| Citat     | Jeg så et andet dyr komme op af jorden; det havde to horn som et lam, men talte som en drage. Det udøver hele det første dyrs magt for dets øjne; og det får jorden og dem, der bor på den, til at tilbede det første dyr, det hvis banesår blev lægt. Det gør store tegn, så det endog får ild til at falde fra himlen ned på jorden for øjnene af menneskene. Det forfører dem, der bor på jorden, med de tegn, som det har fået givet at gøre for dyrets øjne, og siger til dem, der bor på jorden, at de skal lave et billede af dyret, der fik sværdhugget og kom til live. Og det fik givet at blæse livsånde i dyrets billede, så dyrets billede også kunne tale og få alle dem dræbt, der ikke vil tilbede dyrets billede. Det får alle, store og små, rige og fattige, frie og trælle, til at sætte et mærke på deres højre hånd eller deres pande, så ingen kan købe eller sælge undtagen den, der bærer dette mærke, dyrets navn eller dets navns tal. Her kræves der visdom! Den, der har forstand, må regne på dyrets tal, for det er et mennesketal. Dets tal er 666. | Citat |
| 13, 11-18 | |       |

## Folkelig forståelse
Den folkelige forståelse af 666 er, at det er tallet for Lucifer – det store / onde dyr i åbenbaringen.
Ved nærlæsning ser man dog, at dyret, som der tales om, ikke er dyret i kap 12,12-13,10, men det andet dyr i kap 13,11-18, (dyret fra jorden som tjener for dyret fra havet).

## Numerologisk tydning – profetiske
I tidens løb har mange ud fra forskellige numerologiske systemer forsøgt at finde frem til uhyret bag navnet for således at kunne hævde, at enden er nær. Nero, flere paver, Martin Luther, Jean Calvin, Napoleon I, Prins Charles, Ronald Reagan, Henry Kissinger, Adolf Hitler, Internettet, stregkoder og EU har været udregnet som "Dyret i Åbenbaringen", som det populært kaldes.
For Hitlers vedkommende sætter man a=100, b=101 osv. og får så 107(H) + 108(i) + 119(t) + 111(l) + 104(e) + 117(r) = 666.
For Napoleons vedkommende sætter man a=1, b=2, .. h=8, i=9, k=10, l=20, m=30 .. z=160. Herefter kan L'Empereur Napoleon (kejser Napoleon) beregnes til 666, hvis man medtager det manglende e i artiklen. Denne beregning stammer fra Leo Tolstojs Krig og fred.
En anden tolkning, bl.a. fremført af syvendedagsadventisten Uriah Smith, går ud på, at dyret er en generel betegnelse for de romersk-katolske paver. Tolkningen tager udgangspunkt i en betegnelse for paven, indført af Konstantin den Store, nemlig "Vicarius Filii Dei" – "Stedfortræder for Guds Søn". Nogle af disse bogstaver svarer til romertal, nemlig bogstaverne I, V (U), L, C og D. Romerne brugte tegnet V for U. Tager man romertallene fra denne underskrift:
V = 5
I = 1
C = 100
I = 1
V = 5
I = 1
L = 50
I = 1
I = 1
D = 500
I = 1
... får man summen 666.
Til støtte for tolkningen taler, at romertallene var de tal, der faktisk blev brugt på den tid, hvor Johannes' åbenbaring blev skrevet ned.

## Numerologisk tydning – samtidshistoriske
Kejser Nero (skrevet på hebraisk). Summen af bogstavernes tal er 666. Det taler for denne tolkning, at Kejser Nero var den første kejser, der for alvor vendte sig mod de kristne med forfølgelser.
Trekanttallet for 666 er 36. Trekanttallet for 36 er 8. Den 8. romerske kejser  (Her er de tre militærkupledere mellem Nero (år 54-68) og Vespasian (år 69-79) ikke medregnet.)  var Kejser Domitian, der levede omkring det tidspunkt hvor Johannes’ Åbenbaring blev nedfældet. Der knytter sig både myter og usikkerhed til Neros selvmord, og Domitian blev af nogle anset for ”den genkomne Nero”. Kejser Domitian kristenforfølgelser var langt mere omfattende end Kejser Neros – og ramte også jøderne.
666 kan således være de kristnes undergrundskode for Kejser Nero, Kejser Domitian og andre ’onde dyr fra jorden’, der tjener ’dyret fra havet’, det onde.

## Andre tydninger
Der findes også ikke-numerologiske tydninger. Fx med henvisninger til begivenheder i år 666.

## Tallet 616
Forskere i England har i 2004-2005 undersøgt 400.000 papyrusfragmenter fra omkring år 300, der blev fundet i 1895 i den egyptiske by Oxyrhynchus. Deres forskning tyder på, at dyrets tal ikke var 666, men 616. Teorien om tallet 616 er dog ikke ny, idet flere bibeludgaver har haft fodnoter, der har antydet, at nummeret oversat fra originalsproget græsk godt kunne være 616. Man mener også at dyret blev kaldt "Liaw" som betyder "mørkt sind"